# Розеншильд фон Паулин, Анатолий Николаевич
Анатолий Николаевич Розеншильд фон Паулин (10 декабря 1860 — 22 ноября 1929, Нови-Сад) — русский военачальник, генерал-лейтенант Генштаба.

## Послужной список

### Императорская армия
- Окончил Полоцкую военную гимназию.
- 26 августа 1877 — Поступил на военную службу.
- 8 августа 1879 — Окончил 1-е военное Павловское училище старшим портупей-юнкером. Выпущен прапорщиком в лейб-гвардии 4-й стрелковый Императорской Фамилии батальон.
- 30 августа 1884 — Подпоручик.
- 1 января 1885 — Поручик.
- 1887 — Окончил Николаевскую академию Генерального штаба по 1-му разряду.
- 7 апреля 1887 — Штабс-капитан. Назначен состоять при Виленском военном округе.
- 26 ноября 1887 — Капитан Генштаба. Старший адъютант штаба 28-й пехотной дивизии.
- 15 октября 1888-14 октября 1889 — Цензовое командование ротой в 111-м Донском пехотном полку.
- 5 октября 1889 — Состоял для особых поручений при штабе III армейского корпуса.
- 30 августа 1891 — Подполковник. Штаб-офицер для особых поручений при штабе III армейского корпуса .
- 2 ноября 1892 — Старший адъютант штаба Омского военного округа.
- 2 апреля 1895 — Полковник за отличие.
- 25 января 1896 — Штаб-офицер для особых поручений при штабе VII армейского корпуса.
- 22 апреля 1896 — Столоначальник Главного управления казачьих войск.
- 7 мая-18 сентября 1897 — Цензовое командование батальоном отбывал в лейб-гвардии Финляндском полку.
- 24 июля 1897 — Состоял при Главном Штабе.
- 2 февраля 1899 — Начальник части по изданию уставов и положений об образовательных учреждениях при Главном Штабе.
- С февраля 1900 — В отставке.
- 1 мая-1 сентября 1901 — Прикомандирован к лейб-гвардии 4-му стрелковому Императорской фамилии батальону для обновления строевых познаний.
- 8 октября 1901 — В распоряжении начальника Главного Штаба.
- 3 февраля 1903 — Командир 7-го стрелкового полка, с которым выступил на русско-японскую войну. Был контужен.
- Июль 1905 — Генерал-майор за «боевые отличия».
- 15 июля 1905 — Командир 2-й бригады 10-й Восточно-Сибирской стрелковой дивизии.
- 19 ноября 1905 — Командир лейб-гвардии 1-го стрелкового Его Величества батальона.
- 1906 — Назначен в Свиту Его Величества.
- 4 декабря 1907-14 февраля 1909 — Начальник Офицерской стрелковой школы.
- 17 февраля 1909 — Командир 2-й бригады 12-й пехотной дивизии.
- 12 ноября 1911 — Командир 1-й бригады 42-й пехотной дивизии.
- 9 мая 1914 — Генерал-лейтенант, начальник 29-й пехотной дивизии.
- Август-сентябрь 1914 — В составе 1-й армии с участвовал в Восточно-Прусской операции.
  - 4(17) августа 1914 — Бой при Сталлупенене. По собственной инициативе атаковал 1-й армейский корпус генерала Франсуа, сбил его, захватив пленных и артиллерию и заставив отступить, тем самым решив исход боя.
  - 7(20) августа 1914 — Битва при Гумбиннене. Спас положение всей 1-й армии, которой угрожал обход, отразив втрое превосходящего силами врага.
- Октябрь-ноябрь 1914 — Участвовал во втором походе в Восточную Пруссию.
- Февраль 1915 — В составе XX армейского корпуса попал в окружение в Августовских лесах. Сдался в плен.
- 3 апреля 1915 — Отчислен от должности за нахождением в плену.

### Белое движение
- Конец 1918 — После освобождения из плена прибыл в Добровольческую армию и после короткого пребывания в «резерве чинов» возглавил курсы инструкторов по пулемётному делу.
- Август 1919 — Участвовал в занятии Одессы, после чего возглавил отряд одесских добровольцев, с которым наступал на Киевском направлении в составе войск Новороссийской области ВСЮР генерала Шиллинга. С 8 октября 1919 начальник Днестровского отряда в составе: Крымский конный и Сводно-драгунский полки, Отдельный сводный пехотный батальон, легкая батарея и бронепоезд.

Указывая на карте на левый фланг нашего бесконечно растянувшегося фронта, где действовал сборный отряд генерала Розеншильд-Паулина, генерал Деникин, улыбаясь, заметил: «Даже Розеншильд-Паулин, и тот безостановочно двигается вперед. Чем только он бьёт врага — Господь ведает. Наскрёб какие-то части и воюет…»— Врангель П. Н. Записки
- Осень 1919 — Вёл успешные бои против войск Петлюры на правом берегу Днепра. В районе Вапнярки захватил большие трофеи, в том числе артиллерию.
- Март 1920 — Во время эвакуации из Новороссийска, провалился в трюм корабля и сломал ногу. Был отправлен на излечение в Сербию.

В эмиграции проживал в Нови-Саде, где был принят на службу в отделение инспекции пехоты Военного министерства Королевства Югославия. Пользовался большим авторитетом среди русских и сербских военных.
Скончался 22 ноября 1929 года. Похоронен в Нови-Саде на местном кладбище.

## Награды
- 1892 — Орден Святой Анны 3-й степени
- 1898 — Орден Святого Станислава 2-й степени
- 1904 — Орден Святой Анны 2-й степени
- 1905 — Орден Святого Владимира 4-й степени с мечами и бантом
- 1905 — Золотое оружие (ВП 10.10.1905)
- 1907 — Орден Святого Владимира 3-й степени с мечами
- 1910 — Орден Святого Станислава 1-й степени
- 1913 — Орден Святой Анны 1-й степени

## Сочинения
- 29-я пех. дивизия в первый поход в Восточной Пруссии
- Гибель XX армейского корпуса в Августовских лесах Архивная копия от 22 марта 2019 на Wayback Machine
- Дневник: Воспоминания о кампании 1914–1915 годов. М., 2015.